# Cheirodendron trigynum
Espèce
Classification phylogénétique
Cheirodendron trigynum, ʻŌlapa en hawaïen, est une espèce de plantes à fleurs de la famille des Araliaceae. C'est un arbuste originaire d'Hawaii.

## Sous-espèces
Deux sous-espèces sont acceptées :
- Cheirodendron trigynum subsp. helleri (Sherff) Lowry
- Cheirodendron trigynum subsp. trigynum

## Synonyme
- Aralia trigyna Gaudich.